# آيت حديد الزاوية (زاوية سيدي حمزة)
آيت حديد الزاوية هي إحدى مشيخات المملكة المغربية، تتبع جغرافيا لإقليم ميدلت وإداريًا لزاوية سيدي حمزة. يقدر عدد سكانها بـ 424 نسمة حسب الإحصاء الرسمي للسكان والسكنى لسنة 2004.